# 도로현황조서
도로현황조서(道路現況調書, Yearbook of road statistics)는 고속도로, 일반 국도, 국가지원지방도, 특별·광역시도, 지방도, 시도, 군도, 구도의 도로현황을 파악하여 도로에 대한 장래 계획의 수립과 도로 유지관리 및 도로 행정에 필요한 기본 자료를 제공하기 위해 국토해양부에서 발행하는 책이다.

## 법적 근거
도로현황조서는 다음 법적 근거에 의해 작성되고 있다.
- 도로법 제23조, 제87조 및 도로의 유지·보수 등에 관한 규칙 제3조
- 통계법 제27조, 제29조, 통계청의 일반통계 제11606호 (1976년 7월 26일 승인)
  - 공표협의 면제 통계로 자체공표 (통계청 조정 10820-067, 1992년 12월 21일)

## 작성 기관
도로현황조서는 각급 도로관리청으로부터 도로현황 자료를 제출 받아 국토해양부 장관이 작성한다. 각급 도로관리청은 다음과 같다.
- 고속도로 : 한국도로공사 사장
- 일반국도 : 지방국토관리청장, 특별·광역시장 및 시장
- 특별·광역시도 : 특별·광역시장
- 지방도 : 광역시장, 도지사
- 시도·군도 : 광역시장, 도지사 및 시장, 군수

## 작성 방법
도로현황조서는 다음과 같은 기준에 의해 작성되고 있다.
- 전년 12월 31일을 기준일로 하여 작성한다.
- 연장(길이)의 단위는 미터, 킬로미터로 한다.
- 노선별 구간 현황은 시점에서 종점으로 작성한다.
- 서로 다른 노선이 중복되는 구간은 상급 도로 또는 노선번호가 앞선 노선에 포함시키고 나중 노선에 괄호()로 중복 연장을 기재하며 비고란에 중복 노선 번호를 기재한다.
- 전용구간은 상급 도로 및 번호가 앞선 노선에 포함한 중복 연장을 제외한 연장으로 기재한다.
- 세부구간은 노선의 도로원표, 분기점, 시계, 군계 또는 주요 지명 등으로 구분한다.
- 특별·광역시도의 미개통 도시계획 도로는 포함하지 않는다.
- 포장율은 전 도로연장에 대한 포장된 도로연장의 비율을 퍼센트로 나타낸다.

## 용어 정의
도로현황조서에서 사용하는 용어에 대한 정의는 다음과 같다.
- 도로 : 일반인의 교통을 위하여 제공되는 도로(터널, 교량, 도로부속물 등 포함)로서 그 종류는 고속국도, 일반국도, 특별시도·광역시도, 지방도, 시도, 군도, 구도가 있다.
- 고속국도 : 자동차교통망의 중추부분을 이루는 중요한 도시를 연락하는 자동차전용의 고속교통을 위하여 제공되는 도로로서 대통령령으로서 그 노선이 지정된 것
- 일반국도 : 중요 도시, 지정 항만, 중요 비행장, 국가산업단지 또는 관광지 등을 연결하며 고속국도와 함께 국가 기간도로망을 이루는 도로로서 대통령령으로 그 노선이 지정된 것
- 특별시도·광역시도 : 특별시 또는 광역시의 구역에 있는 자동차 전용도로, 간선 또는 보조간선기능 등을 수행하는 도로로서 특별·광역시장이 그 노선을 인정한 것
- 지방도 : 지방의 간선도로망을 이루는 도로로서 도청 소재지에서 시청 또는 군청 소재지에 이르는 도로로서 관할 도지사 또는 특별자치도지사가 그 노선을 인정한 것
- 시도 : 시 또는 행정시에 있는 도로로서 관할 시장이 그 노선을 인정한 것
- 군도 : 관할군수가 그 노선을 인정하는 것으로 군청 소재지에서 읍사무소 또는 면사무소 소재지에 이르는 도로, 읍사무소 또는 면사무소 소재지 상호 간을 연결하는 도로. 단, 농어촌도로정비법령에 의한 읍, 면지역 도로인 면도(面道), 리도(里道), 농도(農道) 등은 도로법의 적용대상이 아니다.
- 구도 : 특별시나 광역시 구역에 있는 도로 중 특별·광역시도를 제외한 구(자치구) 안의 동(洞) 사이를 연결하는 도로로서 관할 구청장이 그 노선을 인정한 것.
- 국도대체우회도로 : 특별자치도 또는 시의 관할 구역을 지나가는 기존의 일반국도를 대체하기 위하여 설치하는 우회 구간의 도로
- 국가지원지방도 : 지방도 중 중요 도시, 공항, 항만, 산업단지, 주요 도서, 관광지 등 주요 교통유발시설 지역을 연결하며 고속국도와 일반국도로 이루어진 국가 기간도로망을 보조하는 도로로서 대통령령으로 그 노선이 지정된 것
- 자동차전용도로 : 특별시·광역시·시 또는 군내 주요지역간이나 시·군 상호간에 발생하는 대량교통량을 처리하기 위한 도로로서 자동차만 통행할 수 있도록 하기 위하여 설치하는 도로
- 도로의 노선 지정 및 인정
  - 고속국도·일반국도 및 국가지원지방도 : 노선번호, 노선명, 기점, 종점, 주요 경과지 등을 국토해양부장관이 지정(대통령령)
  - 특별·광역시도 : 노선명, 기점, 종점, 주요 구간을 특별·광역시장이 인정, 공고
  - 지방도 : 노선명, 기점, 종점, 주요 구간을 도지사(특별자치도지사)가 인정, 공고
  - 시·군도 : 노선명, 기점, 종점, 주요 구간을 시장·군수가 인정 (행정시의 경우 특별자치도지사), 공고
  - 구도 : 노선명, 기점, 종점, 주요 구간을 특별·광역시의 구청장이 인정, 공고
- 도로원표 : 도로 노선의 기점, 종점 또는 경과지를 표시하는 표지로 특별시·광역시·시(행정시는 특별자치도지사) 및 군에 각각 1개를 설치·관리하고, 도·시·군청 등 행정의 중심지, 교통의 요충지, 기타 역사적·문화적 중심지에 위치하며, 서울특별시에 있어서는 세종로 광장의 중앙으로 함
- 포장율 : 전 도로연장에 대한 포장 도로연장의 비율(%)
- 도로율 : 도시 전체 면적이나 일정한 지역에 대한 도로 면적의 비율
- 도로밀도 : 국토단위 면적(km2)당 도로의 연장
- 국토계수당 도로보급율 지수 : 도로연장(km) / {국토면적(km2)×인구(천명)} 1/2
- 구간거리표
  - 고속국도 : 해당 노선에 있어서 IC(나들목) 또는 JC(분기점)간의 거리
  - 일반국도 : 해당 노선에 있어서 시계 또는 군계간의 거리
- 국도 노선 지정 방법
  - 원칙적으로 남북방향은 홀수, 동서방향은 짝수번호를 부여하며(1~99번), 방향이 명확하지 않은 노선은 시·종점 위치를 고려하여 번호 부여
  - 국토를 종단 또는 횡단하는 주요 간선국도는 1~10번의 번호를 부여, 기타 국도는 2자리 노선을 부여하되 인근 노선번호 또는 지정순서 등에 따라 번호 지정
    - 남북축 : 국도 제1호선(목포~신의주), 국도 제3호선(남해~초산), 국도 제5호선(거제~중강진), 국도 제7호선(부산~온성)
    - 동서축 : 국도 제2호선(신안~부산), 국도 제4호선(군산~경주), 국도 제6호선(인천~강릉)

  - 도로별 노선번호 체계는 다음과 같다.

| 구분           | 고속국도 | 일반국도                                                                              | 국지도                           | 지방도                                                |
| -------------- | --- | ------------------------------------------------------------------------------------- | -------------------------------- | ----------------------------------------------------- |
| 번호           | 1~3자리 숫자 | 1~2자리 숫자                                                                          | 2자리 숫자                       | 3~4자리 숫자                                          |
| 번호 부여 체계 | - 남북 간선축 (끝자리 5) 15, 25, 35...65 - 동서 간선축 (끝자리 0) 10, 20, 30...60 - 남북보조간선축(끝자리 1,3,7,9) 17, 19, 27...37 - 동서보조간선축(끝자리 2,4,6,8) 12, 14, 16...52 - 도시순환선(우편번호체계 준용) 100, 300...700 - 간선, 보조축의 지선(관련이 되는 노선축의 번호에 남북은 1,3,5,7,9, 동서는 2,4,6,8) 102, 104...551 - 순환선의 지선(순환선 번호의 첫째 자리에 시계방향으로 1부터, 끝자리는 0) 110, 120, 130 - 경부선 1 | - 남북 간선축 1, 3, 5, 7, 9 - 동서 간선축 2, 4, 6, 8 - 기타 노선 두자리 11, 12, 13... | - 일반국도의 노선 부여 방법 준용 | - 일반국도의 노선 부여 방법 준용 - 도별 고유번호 사용 |

- 통계 수치는 합계와 세목이 각각 반올림된 경우도 있으므로 세목의 합이 합계란의 수치와 일치되지 않는 경우도 있다.

## 차례
도로현황조서는 다음과 같이 구성되어 있다.
- 개요

- 전국 도로 현황

1. 도로 현황 총괄표
2. 도로 종류별 전년대비 증·감 내역
3. 포장도 차로별 증·감 내역
4. 연도별 도로 현황
5. 시·도별 도로 현황
6. 시·도 차로별 도로 현황
7. 시·도별 도로 보급율
8. 행정구역별 도로 현황
9. 포장 종류별 도로 현황
10. 연도별 포장 종류별 도로 현황
11. 국가별 도로 보급율
12. 자동차 전용 도로 현황

- 고속국도

1. 고속국도 노선·차로별 현황
2. 고속국도 행정구역 및 출입시설 현황
3. 고속국도 구간거리표

- 일반국도

1. 일반국도 노선 지정 현황
2. 일반국도 시·도 차로별 현황
3. 일반국도 시·도 노선별 현황
4. 일반국도 차로별 현황
5. 일반국도 노선별 현황
6. 일반국도 행정구역별 현황
7. 일반국도 구간거리표

- 특별·광역시도

1. 특별·광역시도 현황
2. 특별·광역시도 차로별 현황

- 지방도

1. 지방도 현황
2. 국가지원지방도 현황
1) 국가지원지방도 현황
2) 국가지원지방도 시·도 차로별 현황
3. 일반지방도 현황
1) 일반지방도 현황
2) 일반지방도 행정구역 차로별 현황
- 시도

1. 시도 현황
2. 시도 행정구역 차로별 현황

- 군도

1. 군도 현황
2. 군도 시·도 차로별 현황

- 콘크리트포장도

1. 콘크리트포장도 현황
2. 콘크리트포장도 시·도별 현황
3. 콘크리트포장도 도로 종류·차로별 현황